# عنيبية حورية الأوراق
عنيبية حورية الأوراق أو السِّنديل (الاسم العلمي:Cocculus populifolius) هي نوع غير مؤكد من النباتات تتبع جنس العنيبية من فصيلة البذر القمرية. ويُسمَّى ثمره سم السَّمك.